# Переходное Исламское Государство Афганистан
Переходное Исламское Государство Афганистан (дари دولت اسلامی انتقالی افغانستان), также известное как Переходная администрация Афганистана или Переходное правительство Афганистана — временная администрация Афганистана, созданная Лойя-джирга в июне 2002 года. Она пришла на смену первоначальному Исламскому Государству Афганистан и предшествовала Исламской Республике Афганистан.

## Предыстория
После вторжения в Афганистан конференция нескольких афганских лидеров в Бонне, организованная ООН, привела к назначению Временной администрации Афганистана под председательством Хамида Карзая. Однако эта Временная администрация, которая не была широко представительной, должна была прослужить всего шесть месяцев, прежде чем её заменила Переходная администрация. Переход к этому второму этапу потребует созыва традиционного афганского «большого собрания», называемого Лойя-джирга. Эта Чрезвычайная Лойя-джирга избрала нового главу государства и назначила Переходную администрацию, которая, в свою очередь, будет управлять страной ещё не более двух лет, пока «полностью представительное правительство» не будет избрано свободным и честные выборы.

## История

### Выборы главы государства
Самым важным, что должна была сделать Лойя-джирга, было выбрать президента Переходной администрации, который возглавил бы страны до официальных президентских выборов в 2004 году. Первоначально было заявлено два кандидата: бывший президент Афганистана и лидер Северного альянса Бурхануддин Раббани и поддерживаемый США председатель афганской Временной администрации Хамид Карзай. Карзая также поддержали Абдулла Абдулла и Мохаммад Фахим, два важных лидера Северного Альянса. Третий возможный кандидат — Захир Шах, бывший король Афганистана до 1973 года. Он много лет жил в Риме, но вернулся в Афганистан после падения режима Талибана. Уже на Боннской конференции, на которой была установлена временная администрация, была группа сторонников Захир-шаха, называемая Римской группой, которая хотела занять бывшего короля на пост главы государства.
По прибытии в Кабул более 800 делегатов подписали петицию с призывом назначить Захир-шах главой государства, хотя бы в качестве номинального. Ввиду спекуляций, вызванных петицией, представители Соединённых Штатов и ООН потребовали от бывшего короля уйти. Начало собрания Лойи-джирги было отложено с 10 на 11 июня из-за «логистических и подготовительных проблем». 10 июня американский представитель Залмай Халилзад дал пресс-конференцию, на которой заявил, что Захир Шах не является кандидатом. В тот же день на пресс-конференции Захир-шаха бывший король подтвердил это и сказал: «Я не собираюсь восстанавливать монархию. Я не являюсь кандидатом на какую-либо должность в Лойя-джирге». Хамид Карзай, сидевший рядом с Захир Шахом на пресс-конференции, назвал Захир Шаха «отцом нации» и поблагодарил его за «доверие, оказанное мне Его Величеством». На следующий день бывший президент Бурхануддин Раббани снял свою кандидатуру на пост главы государства в пользу Хамида Карзая «ради национального единства».
Таким образом, казалось, что Карзай вступит в гонку за пост главы правительства, но появились ещё два кандидата. Для участия в голосовании в Лойи-джирге кандидат должен был подать 150 подписей за свою кандидатуру. Один из претендентов собрал всего 101 подпись, поэтому он был дисквалифицирован как кандидат. Бывший боец моджахедов Мохаммед Асеф Мохсони представил список с 1050 именами для Карзая, а также Масуда Джалал, женщины-врача, работающей с Мировой продовольственной программой, и Махфоза Надаи, офицера узбекской армии, поэта и заместителя правительства. Министр собрал достаточно подписей, чтобы быть в бюллетене.
Выборы президента переходной администрации были проведены тайным голосованием 13 июня 2002 года — с чёрно-белыми фотографиями кандидатов рядом с их именами. Хамид Карзай был выбран подавляющим большинством в 83 % и остался на посту президента.

### Назначение министров правительства
18 июня, в день, когда Карзай представил свой кабинет Лойя-джирге, он сказал Лойя-джирге, что ему нужен ещё один день, чтобы составить окончательный список.
19 июня, в последний день Лойя-джирги, Карзай объявил на Лойя-джирге имена 14 министров будущей переходной администрации Афганистана, включая трех вице-президентов. Он также назначил главного судью. «Принимаете ли вы этот кабинет?» — спросил Карзай у Лойя-джирги. После того, как руки поднялись в поддержку, он сказал: «Все приняли это, и я этому рад». Это вызвало некоторые разногласия, поскольку делегаты заявили, что не было должного голосования и что кабинет не был выбран демократическим путем, а был результатом политических переговоров, параллельных Лойя джирге.
Все три должности Названные вице-президенты Карзай были даны командирам Северного альянса, хотя Карзай тщательно следил за тем, чтобы ни один из вице-президентов не был из той же этнической группы. После проведения Лойя-джирги возникли некоторые разногласия по поводу правительства, которое назвал Карзай, и несколько имен были добавлены в список до того, как 24 июня был приведен к присяге фактический кабинет, чтобы успокоить определённые группировки в Афганистане. 22 июня Карзай представил больше членов кабинета, в результате чего общее число министров составило 29. Этот кабинет был учрежден 24 июня 2002 года. Но из-за разногласий вокруг поста министра по делам женщин этот пункт остался вакантным. До конца июня Карзай назначил советника по Статистике Министерства по делам женщин, а затем и формального министра по делам женщин. В эти последние дни июня Карзай добавил ещё двух вице-президентов и ещё одного советника по национальной безопасности.
Более пуштунское представительство
Во временном правительстве в значительной степени доминировали таджикские военачальники из Северного Альянса, поэтому пуштунское большинство хотело, чтобы в следующей переходной администрации было больше министров-пуштунов. В первоначальной администрации 9 из 29 министров были пуштунского этнического происхождения, в новой администрации из 30 министров было 13 пуштунских министров. Остальная часть кабинета состояла из 7 таджиков, 3 узбеков, 2 хазарейцев, 2 не хазарейских шиитов и 1 туркмен.

### Кабинет полевых командиров
Пастунский элемент в Переходная администрация была сильнее, чем временная администрация, и Лойя-джирга была предназначена отчасти для усиления гражданского влияния в правительстве. Однако во многих отношениях военные группировки и полевые командиры Афганистана усилили и ещё больше узаконили свою власть во время Лойя-джирги. Во время и после Лойя-джирги официальные лица армии и полиции угрожали, заключали в тюрьму и даже убивали кандидатов, чтобы помешать им баллотироваться на Лойя-джиргу или запугать их от независимых действий. Северный Альянс по-прежнему доминировал в правительстве. Три вице-президента, которых Карзай объявил на Лойя-джирге, Халили , Кадир и Фахим были командирами Северного Альянса, хотя ни один из них не имел одинакового этнического происхождения. Могущественные таджикские Джамиат-э Ислами трио Фахим, Кануни и Абдулла сохранили важные должности в новом кабинете.
Могущественный военачальник Исмаил-хан не входил в состав администрации, но его представлял его сын Мир Вайс Саддик. Однако Саддик был убит в 2004 году, когда он занимал пост министра. Другой могущественный военачальник, узбек Абдул Рашид Дустум также не входил в состав кабинета министров, однако в переходной администрации на одного узбека было больше, чем во временной администрации.
Спустя годы после прихода к власти президент Карзай приложил некоторые усилия, чтобы ограничить худшие последствия господства полевых командиров, например, заменив относительно слабого пуштуна, возглавлявшего министерство внутренних дел, более реформаторским — мыслящие Али Ахмад Джалали.

### Добавление роялистов
На Лойя джирге Карзай назвал бывшего короля Захир Шаха Отцом нации. Однако некоторые сторонники короля считали, что почетного титула королю недостаточно, и они скорее видели его в официальной должности президента, а Карзая — в должности премьер-министра. Кроме того, два сторонника королей Хедаят Амин Арсала и Абдул Расул Амин утратили положение, которое они занимали во временном правительстве. Поскольку члены, лояльные Захир Шаху, объединённые в «римскую группу», думали, что у них меньше влияния, Карзай в конце июня назначил Залмая Расула в качестве советника по безопасности и Амин Арсала в качестве пятого вице-президента.

### Интеллигенция с западным образованием
Карзай также находился под давлением, чтобы поставить в администрацию высокообразованных афганцев, которые стали беженцами во время коммунистического правления или правления Талибана в Афганистане и получили образование в западных университетах. Самым выдающимся человеком, которого Карзай поставил в свою администрацию, был Ашраф Гани, который работал во Всемирном банке министром финансов. Джума Мохаммеди, который стал министром шахт, также был сотрудником Всемирного банка. Новый министр внутренних дел, Тадж Мохаммад Вардак, имел американское гражданство, как и Али Ахмад Джалали, сменивший его на посту министра внутренних дел в январе 2003 года.

### Оппозиция со стороны Юнуса Кануни
Из-за этого вопроса о пуштунах в качестве представителя Юнус Кануни, один из важных лидеров Северного Альянса, сказал на открытии сессии, что он уходит с поста министра на важной должности внутренних дел, поэтому Карзай мог усилить национальное правительство, расширив его этнический состав. Юнус Кануни, бывший министр внутренних дел, был недоволен назначенной ему должностью министра образования, так как он ожидал стать чем-то вроде премьер-министра. Кануни сказал, что он вообще не рассматривает возможность присоединиться к правительству. Рядовые панджшерские войска, доминирующие в министерстве внутренних дел, 20 и 21 июня временно заблокировали дороги вокруг комплекса министерства внутренних дел в Кабуле и размахивали оружием, чтобы продемонстрировать свою лояльность к Кануни. Они отказали новому министру внутренних дел, 80-летнему Таджу Мохаммаду Вардаку, в доступе к Министерству внутренних дел . После того, как Карзай назначил Кануни специальным советником по безопасности, благодаря которому он сохранил неофициальный контроль над афганским разведывательным аппаратом и стал де-факто руководителем Вардака, он все равно решил присоединиться к администрации, но он также сформировал партию вне правительства и баллотировался в президенты на следующих выборах.

### Министерство по делам женщин
Были также споры вокруг должности министра по делам женщин: временный министр по делам женщин Сима Самар была очень откровенна, ей угрожали и жаловались на сюда были поданы Верховным судом, который в конце концов решил не предъявлять ей обвинение в богохульстве . Поскольку на Лойя джирге Самара не было в списке, изначально не было назначено министра по делам женщин. Позже Карзай назначил правительство Махбубу Хукукмал государственным представителем в министерстве по делам женщин, а после этого Хабибу Сараби формальным министром по делам женщин.

### Убийство Абдула Кадира
Вице-президентом пуштунов был Абдул Кадир, один из немногих командиров Северного Альянса пуштунского этнического происхождения. 6 июля 2002 г. Кадир и его зять были убиты боевиками в результате внезапного нападения с неизвестным мотивом. В 2004 году один человек был приговорен к смертной казни, а двое других — к тюремному заключению за убийство.